# Yana Nekrásova
Yana Anatólievna Nekrásova –en ruso, Яна Анатольевна Некрасова– (Leningrado, URSS, 10 de febrero de 1976) es una deportista rusa que compitió en curling.
Ganó una medalla de oro en el Campeonato Mundial de Curling Mixto Doble de 2010.
Participó en dos Juegos Olímpicos de Invierno, ocupando el quinto lugar en Turín 2006 y el décimo en Salt Lake City 2002, en la prueba femenina.

## Palmarés internacional
| Campeonato Mundial Mixto Doble | Campeonato Mundial Mixto Doble | Campeonato Mundial Mixto Doble | Campeonato Mundial Mixto Doble |
| Año                            | Lugar                          | Medalla                        | Prueba                         |
| ------------------------------ | ------------------------------ | ------------------------------ | ------------------------------ |
| 2010                           | Cheliábinsk (Rusia)            | Medalla de oro                 | Mixto doble                    |